# Grande Fratello VIP
Il Grande Fratello VIP (anche abbreviato in GFVIP) è stato un programma televisivo italiano di genere reality e versione VIP del Grande Fratello, andato in onda su Canale 5 dal 19 settembre 2016 al 3 aprile 2023, prodotto da Endemol Shine Italy e basato sul format olandese Big Brother. I concorrenti del reality sono state persone conosciute (VIP), divise equamente tra uomini e donne, che hanno condiviso la propria vita quotidiana, riprese 24 ore su 24 da una serie di telecamere.
Il reality è stato trasmesso in diretta in prima serata su Canale 5 per la puntata serale, mentre per le strisce day-time insieme a quest'ultima rete si è affiancata Italia 1. Inoltre, la diretta era visibile su La5 in alcune fasce orarie, su Mediaset Extra e in streaming su Mediaset Infinity.
Dal 2016 al 2018 (nelle prime tre edizioni) il programma è stato condotto da Ilary Blasi, mentre dal 2020 al 2023 (dalla quarta alla settima edizione) la conduzione era passata ad Alfonso Signorini (già opinionista delle prime tre edizioni e della versione classica del programma dal 2008 al 2012). Dal 2023, in seguito al termine della settima edizione, è stato annunciato un ritorno alle origini del reality, con l'introduzione sia di personaggi conosciuti al pubblico che di persone comuni introdotti dalla diciassettesima edizione del format classico.

## Regolamento
I partecipanti, come nelle edizioni classiche, vivono chiusi all'interno di una grande casa 24 ore su 24, spiati da numerose telecamere che li possono seguire in qualunque punto della casa si trovino.
Essi non possono avere alcun contatto con l'esterno (se non esplicitamente consentito dalla produzione), e sono completamente banditi e vietati: telefoni cellulari di qualunque tipo, orologi, computer, telefoni fissi, CD, lettori MP3, libri e televisori (ad esclusione di una serie di schermi a circuito chiuso installati e gestiti dagli autori) con l'obiettivo da parte del Grande Fratello di non creare distrazioni dalla vita nella Casa. Durante le dirette, i concorrenti, possono sentire solo le voci del conduttore, degli opinionisti e dei concorrenti eliminati durante le settimane precedente, senza poterli vedere.
I concorrenti possono confidarsi al Grande Fratello, colui che coordina e decide l'andamento del gioco, in una stanza insonorizzata detta confessionale, il cui arredamento è lo stesso del programma originale (poltrona al centro e pareti rosse), mentre la fisionomia interna del resto della casa è variabile, ma sempre restando nella stessa struttura esterna.
A volte, durante la settimana i concorrenti devono affrontare la prova settimanale: in caso di superamento, otterranno un più alto budget per la spesa settimanale.
In caso di sconfitta durante le nomination (votazioni in cui il pubblico a casa decide chi salvare, mentre prima poteva decidere chi eliminare) o violazioni del regolamento, i concorrenti vengono eliminati dal programma; vince l'unica persona rimasta in gioco alla fine del reality, donando in una beneficenza a scelta, in questa versione VIP, il 50% del montepremi.
Quando si sente nella casa la parola freeze i concorrenti devono immobbilizzarsi interrompendo qualsiasi azione stessero eseguendo. Soltanto quando udiranno stop freeze, i concorrenti potranno riprendere l'attività. Questo sistema era già stato adoperato nella versione classica dello show in modo da consentire l'entrata di persone care ai concorrenti o persone del tutto estranee.
Per tutte le edizioni il montepremi è di 100 000 euro di cui la metà viene devoluta ad una associazione a scelta del vincitore.

## Cast

### Conduzione
| Conduzione        | Edizione | Edizione | Edizione | Edizione | Edizione | Edizione | Edizione | Totale |
| Conduzione        | 1ª       | 2ª       | 3ª       | 4ª       | 5ª       | 6ª       | 7ª       | Totale |
| ----------------- | -------- | -------- | -------- | -------- | -------- | -------- | -------- | ------ |
| Ilary Blasi       |          |          |          |          |          |          |          | 3      |
| Alfonso Signorini |          |          |          |          |          |          |          | 4      |

### Opinionisti
Opinionista in studio
     Opinionista in collegamento
     Opinionista popolare
| Opinionista        | Edizione | Edizione | Edizione | Edizione | Edizione | Edizione | Edizione | Totale |
| Opinionista        | 1ª       | 2ª       | 3ª       | 4ª       | 5ª       | 6ª       | 7ª       | Totale |
| ------------------ | -------- | -------- | -------- | -------- | -------- | -------- | -------- | ------ |
| Alfonso Signorini  |          |          |          |          |          |          |          | 3      |
| Gialappa's Band    |          |          |          | 2        |          |          |          |        |
| Pupo               |          |          |          | 2        | [ N 1 ]  | [ N 1 ]  |          |        |
| Sonia Bruganelli   |          |          |          |          |          | [ N 2 ]  | [ N 2 ]  |        |
| Wanda Nara         |          |          |          | [ N 3 ]  |          |          |          | 1      |
| Antonella Elia     |          |          |          |          |          |          |          | 1      |
| Adriana Volpe      |          |          |          |          |          |          |          | 1      |
| Adriana Maria Rota | [ N 4 ]  |          |          |          |          |          |          | 1      |
| Rosella Rota       | [ N 4 ]  |          |          |          |          |          |          | 1      |
| Laura Freddi       | [ N 5 ]  |          |          |          |          |          |          | 1      |
| Orietta Berti      |          |          |          |          |          |          |          | 1      |
| Soleil Sorge       | [ N 6 ]  |          |          |          |          |          |          | 1      |
| Pierpaolo Pretelli | [ N 6 ]  |          |          |          |          |          |          | 1      |

### Social room
Inviato/a in esterno
     Emittente radiofonica
     Società internet
     Inviato/a social
| Inviato/Sponsor    | Edizione | Edizione | Edizione | Edizione | Edizione | Edizione | Edizione | Totale |
| Inviato/Sponsor    | 1ª       | 2ª       | 3ª       | 4ª       | 5ª       | 6ª       | 7ª       | Totale |
| ------------------ | -------- | -------- | -------- | -------- | -------- | -------- | -------- | ------ |
| Alessandro Sansone |          |          |          |          |          |          |          | 2      |
| R101               |          |          |          |          |          |          |          | 2      |
| Linkem             |          |          |          |          |          |          |          | 2      |
| Giulia Salemi      |          |          |          |          |          |          |          | 1      |

## Location

### Casa
Nelle sette edizioni la casa era allestita presso gli studi di Cinecittà di Roma.
| Casa                     | Edizioni | Edizioni | Edizioni | Edizioni | Edizioni | Edizioni | Edizioni | Totale |
| Casa                     | 1ª       | 2ª       | 3ª       | 4ª       | 5ª       | 6ª       | 7ª       | Totale |
| ------------------------ | -------- | -------- | -------- | -------- | -------- | -------- | -------- | ------ |
| Studi di Cinecittà, Roma |          |          |          |          |          |          |          | 7      |

### Studio televisivo
Lo studio televisivo, detto Palastudio, collocato sempre a Cinecittà, non molto lontano dalla casa, è una vera e propria passerella in mezzo al pubblico circondato da un'imponente scenografia realizzata da videowall ed imponenti archi a forma d'occhio. Il medesimo studio viene utilizzato dalla tredicesima edizione della versione originale del format fino ad oggi.
Durante la quarta edizione, più precisamente dall'11 marzo all'8 aprile 2020, durante la conduzione di Alfonso Signorini, a causa dell'emergenza COVID-19 la diretta da studio è stata trasferita al Centro di produzione Mediaset di Cologno Monzese a Milano, città nella quale vive lo stesso conduttore, dapprima nello studio 5 e poi dallo studio 10, in collegamento con il Palastudio e la casa di Cinecittà.
Nella settima edizione, più precisamente dal 19 settembre 2022 al 3 aprile 2023, lo studio ha subito dei cambiamenti sostanziali: la passerella presente sin dalla prima edizione è stata sostituita con un'arena più circolare, con un'area più ampia per le opinioniste.
| Studio televisivo                                                  | Edizioni | Edizioni | Edizioni | Edizioni | Edizioni | Edizioni | Edizioni | Totale |
| Studio televisivo                                                  | 1ª       | 2ª       | 3ª       | 4ª       | 5ª       | 6ª       | 7ª       | Totale |
| ------------------------------------------------------------------ | -------- | -------- | -------- | -------- | -------- | -------- | -------- | ------ |
| Palastudio di Cinecittà, Roma                                      |          |          |          |          |          |          |          | 7      |
| Studio 5 e 10 del Centro di produzione Mediaset di Cologno Monzese |          |          |          |          |          |          |          | 1      |

## Edizioni
| Edizione | Conduzione        | Periodo           | Periodo          | Puntate | Giorni | Opinionisti       | Opinionisti     | Opinionisti     | Opinionisti                  | Social room               | Social room      | Regia         | Regia            | Location                 | Location                      | Montepremi | Concorrenti            | Vincitori       |
| Edizione | Conduzione        | Inizio            | Fine             | Puntate | Giorni | Opinionisti       | Opinionisti     | Opinionisti     | Opinionisti                  | Inviati                   | Società internet | Casa          | Studio           | Casa                     | Studio                        | Montepremi | Concorrenti            | Vincitori       |
| -------- | ----------------- | ----------------- | ---------------- | ------- | ------ | ----------------- | --------------- | --------------- | ---------------------------- | ------------------------- | ---------------- | ------------- | ---------------- | ------------------------ | ----------------------------- | ---------- | ---------------------- | --------------- |
| 1ª       | Ilary Blasi       | 19 settembre 2016 | 7 novembre 2016  | 8       | 50     | Alfonso Signorini | Non presente    | Non presente    | Non presente                 | Alessandro Sansone (R101) | Non presente     | Marco Fuortes | Sergio Colabona  | Studi di Cinecittà, Roma | Palastudio di Cinecittà, Roma | 100000 €   | 14                     | Alessia Macari  |
| 2ª       | Ilary Blasi       | 11 settembre 2017 | 4 dicembre 2017  | 13      | 85     | Alfonso Signorini | Gialappa's Band | Gialappa's Band | Gialappa's Band              | Alessandro Sansone (R101) | Non presente     | Marco Fuortes | Sergio Colabona  | Studi di Cinecittà, Roma | Palastudio di Cinecittà, Roma | 100000 €   | 20                     | Daniele Bossari |
| 2ª       | Ilary Blasi       | 11 settembre 2017 | 4 dicembre 2017  | 13      | 85     | Alfonso Signorini | Gialappa's Band | Gialappa's Band | Gialappa's Band              | Alessandro Sansone (R101) | Non presente     | Marco Fuortes | Alessio Pollacci | Studi di Cinecittà, Roma | Palastudio di Cinecittà, Roma | 100000 €   | 20                     | Daniele Bossari |
| 3ª       | Ilary Blasi       | 24 settembre 2018 | 10 dicembre 2018 | 15      | 78     | Alfonso Signorini | Gialappa's Band | Gialappa's Band | Gialappa's Band              | Non presente              | Non presente     | Marco Fuortes | 23               | Studi di Cinecittà, Roma | Palastudio di Cinecittà, Roma | 100000 €   | Walter Nudo            |                 |
| 4ª       | Alfonso Signorini | 8 gennaio 2020    | 8 aprile 2020    | 20      | 92     | Pupo              | Wanda Nara      | Wanda Nara      | Wanda Nara                   | Non presente              | Non presente     | Marco Fuortes | 29               | Studi di Cinecittà, Roma | Palastudio di Cinecittà, Roma | 100000 €   | Paola Di Benedetto     |                 |
| 5ª       | Alfonso Signorini | 14 settembre 2020 | 1º marzo 2021    | 44      | 169    | Pupo              | Antonella Elia  | Antonella Elia  | Antonella Elia               | Non presente              | Non presente     | Marco Fuortes | 34               | Studi di Cinecittà, Roma | Palastudio di Cinecittà, Roma | 100000 €   | Tommaso Zorzi          |                 |
| 6ª       | Alfonso Signorini | 13 settembre 2021 | 14 marzo 2022    | 49      | 183    | Sonia Bruganelli  | Adriana Volpe   | Laura Freddi    | Adriana Maria e Rosella Rota | Non presente              | Linkem           | Marco Fuortes | 37               | Studi di Cinecittà, Roma | Palastudio di Cinecittà, Roma | 100000 €   | Jessica Hailé Selassié |                 |
| 7ª       | Alfonso Signorini | 19 settembre 2022 | 3 aprile 2023    | 45      | 197    | Sonia Bruganelli  | Orietta Berti   | Soleil Sorge    | Pierpaolo Pretelli           | Giulia Salemi             | Linkem           | Marco Fuortes | 35               | Studi di Cinecittà, Roma | Palastudio di Cinecittà, Roma | 100000 €   | Nikita Pelizon         |                 |

## Concorrenti

### Grande Fratello VIP 1(2016)
La prima edizione è andata in onda dal 19 settembre al 7 novembre 2016, con la conduzione di Ilary Blasi, affiancata in studio dall'opinionista Alfonso Signorini. La social room di questa edizione è stata gestita da Alessandro Sansone, speaker di R101.
I 14 concorrenti sono stati nella casa per 50 giorni, e Alessia Macari vinse il montepremi finale di 100 000 euro.
| Concorrente           | Età     | Professione                   | Luogo di nascita | Stato                |
| --------------------- | ------- | ----------------------------- | ---------------- | -------------------- |
| Alessia Macari        | 22 anni | Showgirl                      | Dublino          | Vincitrice           |
| Gabriele Rossi        | 28 anni | Ballerino, attore             | Alatri           | Secondo classificato |
| Valeria Marini        | 49 anni | Showgirl, attrice             | Roma             | Terza classificata   |
| Stefano Bettarini     | 44 anni | Ex calciatore, personaggio TV | Forlì            | Quarto classificato  |
| Laura Freddi          | 44 anni | Showgirl, attrice             | Roma             | Eliminata            |
| Andrea Damante        | 26 anni | Deejay, personaggio TV        | Gela             | Eliminato            |
| Elenoire Casalegno    | 40 anni | Conduttrice TV                | Savona           | Eliminata            |
| Mariana Rodríguez     | 25 anni | Modella                       | Caracas          | Eliminata            |
| Bosco Cobos           | 30 anni | Attore, stilista              | Malaga           | Eliminato            |
| Antonella Mosetti     | 41 anni | Showgirl                      | Roma             | Eliminata            |
| Asia Nuccetelli       | 20 anni | Modella                       | Roma             | Eliminata            |
| Pamela Prati          | 57 anni | Showgirl, attrice             | Ozieri           | Espulsa              |
| Clemente Russo        | 34 anni | Pugile, personaggio TV        | Caserta          | Espulso              |
| Costantino Vitagliano | 42 anni | Personaggio TV                | Milano           | Eliminato            |

### Grande Fratello VIP 2(2017)
La seconda edizione è andata in onda dall'11 settembre al 4 dicembre 2017, sempre con la conduzione di Ilary Blasi, affiancata in studio dall'opinionista Alfonso Signorini e in collegamento con la Gialappa's Band. La social room di questa edizione è stata gestita da Alessandro Sansone, speaker di R101.
I 20 concorrenti sono stati nella casa per 85 giorni, e Daniele Bossari vinse il montepremi finale di 100 000 euro.
| Concorrente          | Età     | Professione                           | Luogo di nascita        | Stato                |
| -------------------- | ------- | ------------------------------------- | ----------------------- | -------------------- |
| Daniele Bossari      | 42 anni | Conduttore TV, conduttore radiofonico | Milano                  | Vincitore            |
| Luca Onestini        | 24 anni | Modello, personaggio TV               | Castel San Pietro Terme | Secondo classificato |
| Ivana Mrázová        | 25 anni | Modella, personaggio TV               | Vimperk                 | Terza classificata   |
| Giulia De Lellis     | 21 anni | Influencer, personaggio TV            | Roma                    | Quarta classificata  |
| Aída Yéspica         | 35 anni | Modella, showgirl                     | Barquisimeto            | Quinta classificata  |
| Raffaello Tonon      | 37 anni | Personaggio TV                        | Milano                  | Eliminato            |
| Cristiano Malgioglio | 72 anni | Cantautore, paroliere, personaggio TV | Ramacca                 | Eliminato            |
| Lorenzo Flaherty     | 49 anni | Attore                                | Roma                    | Eliminato            |
| Ignazio Moser        | 25 anni | Modello, ciclista                     | Trento                  | Eliminato            |
| Cecilia Rodríguez    | 27 anni | Modella                               | Buenos Aires            | Eliminata            |
| Jeremias Rodríguez   | 28 anni | Modello                               | Buenos Aires            | Eliminato            |
| Corinne Cléry        | 67 anni | Attrice                               | Parigi                  | Eliminata            |
| Carmen Russo         | 57 anni | Ballerina, showgirl, attrice          | Genova                  | Eliminata            |
| Veronica Angeloni    | 31 anni | Pallavolista                          | Massa                   | Eliminata            |
| Gianluca Impastato   | 45 anni | Comico                                | Milano                  | Espulso              |
| Simona Izzo          | 64 anni | Attrice, regista, sceneggiatrice      | Roma                    | Eliminata            |
| Carmen Di Pietro     | 52 anni | Showgirl                              | Potenza                 | Eliminata            |
| Marco Predolin       | 66 anni | Conduttore TV                         | Borgo Val di Taro       | Espulso              |
| Serena Grandi        | 59 anni | Attrice                               | Bologna                 | Eliminata            |
| Carla Cruz           | 24 anni | Modella                               | Quito                   | Eliminata            |

### Grande Fratello VIP 3(2018)
La terza edizione è andata in onda dal 24 settembre al 10 dicembre 2018, sempre con la conduzione di Ilary Blasi, affiancata in studio dall'opinionista Alfonso Signorini (dato che nell'edizione successiva è diventato lui il conduttore del programma) e in collegamento con la Gialappa's Band.
I 23 concorrenti sono stati nella casa per 78 giorni, e Walter Nudo vinse il montepremi finale di 100 000 euro.
| Concorrente                 | Età     | Professione                         | Luogo di nascita    | Stato                |
| --------------------------- | ------- | ----------------------------------- | ------------------- | -------------------- |
| Walter Nudo                 | 48 anni | Attore, ex modello                  | Montréal            | Vincitore            |
| Andrea Mainardi             | 35 anni | Chef, conduttore TV                 | Bergamo             | Secondo classificato |
| Silvia Provvedi             | 24 anni | Cantante, personaggio TV            | Modena              | Terza classificata   |
| Stefano Sala                | 28 anni | Modello                             | Gravedona           | Quarto classificato  |
| Francesco Monte             | 30 anni | Modello, attore, personaggio TV     | Taranto             | Quinto classificato  |
| Benedetta Mazza             | 28 anni | Showgirl, attrice                   | Parma               | Eliminata            |
| Giulia Salemi               | 25 anni | Influencer, showgirl                | Piacenza            | Eliminata            |
| Lory Del Santo              | 60 anni | Attrice, personaggio TV             | Povegliano Veronese | Eliminata            |
| Giulia Provvedi             | 24 anni | Cantante, personaggio TV            | Modena              | Eliminata            |
| Martina Hamdy               | 24 anni | Presentatrice meteo, personaggio TV | Milano              | Eliminata            |
| Jane Alexander              | 45 anni | Attrice, conduttrice TV             | Watford             | Eliminata            |
| Ivan Cattaneo               | 65 anni | Cantautore, pittore                 | Bergamo             | Eliminato            |
| Ela Weber                   | 52 anni | Showgirl                            | Dettelbach          | Eliminata            |
| Alessandro Cecchi Paone     | 57 anni | Conduttore TV, giornalista          | Roma                | Eliminato            |
| Fabio Basile                | 23 anni | Judoka                              | Rivoli              | Eliminato            |
| Maria Monsè                 | 44 anni | Attrice, personaggio TV             | Catania             | Eliminata            |
| Elia Fongaro                | 28 anni | Modello, personaggio TV             | Arzignano           | Eliminato            |
| Daniela Del Secco d'Aragona | 66 anni | Marchesa, personaggio TV            | Roma                | Eliminata            |
| Eleonora Giorgi             | 64 anni | Attrice                             | Roma                | Eliminata            |
| Enrico Silvestrin           | 46 anni | Conduttore radiofonico              | Roma                | Eliminato            |
| Maurizio Battista           | 61 anni | Attore, comico                      | Roma                | Ritirato             |
| Valerio Merola              | 63 anni | Conduttore TV                       | Roma                | Eliminato            |
| Lisa Fusco                  | 39 anni | Comica                              | Napoli              | Eliminata            |

### Grande Fratello VIP 4(2020)
La quarta edizione è andata in onda dall'8 gennaio all'8 aprile 2020, con la conduzione di Alfonso Signorini, affiancato in studio dagli opinionisti Pupo e Wanda Nara. Il programma veniva trasmesso in diretta dal Palastudio di Cinecittà a Roma e negli studi Mediaset di Cologno Monzese a Milano.
I 29 concorrenti sono stati nella casa per 92 giorni, e Paola Di Benedetto vinse il montepremi finale di 100 000 euro.
| Concorrente               | Età     | Professione                                | Luogo di nascita        | Stato                |
| ------------------------- | ------- | ------------------------------------------ | ----------------------- | -------------------- |
| Paola Di Benedetto        | 25 anni | Showgirl, modella                          | Vicenza                 | Vincitrice           |
| Paolo Ciavarro            | 28 anni | Personaggio TV                             | Roma                    | Secondo classificato |
| Sossio Aruta              | 49 anni | Personaggio TV, calciatore                 | Castellammare di Stabia | Terzo classificato   |
| Patrick Ray Pugliese      | 42 anni | Personaggio TV                             | Teheran                 | Quarto classificato  |
| Aristide Malnati          | 55 anni | Egittologo                                 | Milano                  | Quinto classificato  |
| Antonella Elia            | 56 anni | Showgirl                                   | Torino                  | Sesta classificata   |
| Andrea Denver             | 28 anni | Modello                                    | Verona                  | Eliminato            |
| Teresanna Pugliese        | 32 anni | Blogger, personaggio TV                    | Napoli                  | Eliminata            |
| Licia Nunez               | 41 anni | Attrice                                    | Barletta                | Eliminata            |
| Antonio Zequila           | 56 anni | Attore, personaggio TV                     | Atrani                  | Eliminato            |
| Sara Soldati              | 21 anni | Modella                                    | Bologna                 | Eliminata            |
| Fernanda Lessa            | 42 anni | Showgirl, disc jockey                      | Rio de Janeiro          | Eliminata            |
| Adriana Volpe             | 46 anni | Conduttrice TV                             | Trento                  | Ritirata             |
| Valeria Marini            | 52 anni | Showgirl, personaggio TV                   | Roma                    | Eliminata            |
| Fabio Testi               | 78 anni | Attore, personaggio TV                     | Peschiera del Garda     | Eliminato            |
| Asia Valente              | 23 anni | Influencer                                 | Benevento               | Eliminata            |
| Andrea Montovoli          | 34 anni | Attore                                     | Porretta Terme          | Ritirato             |
| Clizia Incorvaia          | 39 anni | Modella, fashion blogger                   | Pordenone               | Espulsa              |
| Pacifico "Pago" Settembre | 48 anni | Cantante                                   | Quartu Sant'Elena       | Eliminato            |
| Serena Enardu             | 43 anni | Personaggio TV                             | Quartu Sant'Elena       | Eliminata            |
| Barbara Alberti           | 76 anni | Scrittrice, sceneggiatrice, opinionista TV | Umbertide               | Ritirata             |
| Michele Cucuzza           | 67 anni | Conduttore TV, giornalista                 | Catania                 | Eliminato            |
| Carlotta Maggiorana       | 28 anni | Modella, attrice, concorrente di bellezza  | San Severino Marche     | Ritirata             |
| Rita Rusić                | 59 anni | Produttrice cinematografica                | Parenzo                 | Eliminata            |
| Iván González             | 27 anni | Modello, personaggio TV                    | Jerez de la Frontera    | Eliminato            |
| Pasquale Laricchia        | 47 anni | Personaggio TV                             | Bari                    | Eliminato            |
| Sergio Volpini            | 45 anni | Imprenditore, personaggio TV               | Ancona                  | Eliminato            |
| Elisa De Panicis          | 28 anni | Influencer, personaggio TV                 | Milano                  | Eliminata            |
| Salvo Veneziano           | 45 anni | Imprenditore, personaggio TV               | Siracusa                | Espulso              |

### Grande Fratello VIP 5(2020-2021)
La quinta edizione è andata in onda dal 14 settembre 2020 al 1º marzo 2021, sempre con la conduzione di Alfonso Signorini, affiancato in studio dagli opinionisti Pupo e Antonella Elia.
I 34 concorrenti sono stati nella casa per 169 giorni, e Tommaso Zorzi vinse il montepremi finale di 100 000 euro.
| Concorrente          | Età     | Professione                           | Luogo di nascita | Stato                |
| -------------------- | ------- | ------------------------------------- | ---------------- | -------------------- |
| Tommaso Zorzi        | 25 anni | Influencer                            | Milano           | Vincitore            |
| Pierpaolo Pretelli   | 30 anni | Modello, personaggio TV               | Maratea          | Secondo classificato |
| Stefania Orlando     | 53 anni | Conduttrice TV, cantautrice           | Roma             | Terza classificata   |
| Dayane Mello         | 31 anni | Modella                               | Joinville        | Quarta classificata  |
| Andrea Zelletta      | 27 anni | Modello, deejay, personaggio TV       | Taranto          | Eliminato            |
| Samantha de Grenet   | 50 anni | Conduttrice TV, showgirl              | Roma             | Eliminata            |
| Rosalinda Cannavò    | 27 anni | Attrice                               | Messina          | Eliminata            |
| Andrea Zenga         | 27 anni | Personal trainer, modello             | Milano           | Eliminato            |
| Giulia Salemi        | 27 anni | Influencer, showgirl, personaggio TV  | Piacenza         | Eliminata            |
| Maria Teresa Ruta    | 60 anni | Showgirl, conduttrice TV              | Torino           | Eliminata            |
| Alda D'Eusanio       | 70 anni | Giornalista, conduttrice TV           | Tollo            | Espulsa              |
| Carlotta Dell'Isola  | 27 anni | Manager, personaggio TV               | Anzio            | Eliminata            |
| Cecilia Capriotti    | 44 anni | Personaggio TV, attrice               | Ascoli Piceno    | Eliminata            |
| Mario Ermito         | 29 anni | Attore, personaggio TV                | Brindisi         | Eliminato            |
| Giacomo Urtis        | 43 anni | Dermatologo, cantante, personaggio TV | Caracas          | Eliminato            |
| Sonia Lorenzini      | 31 anni | Influencer, personaggio TV            | Asola            | Eliminata            |
| Cristiano Malgioglio | 75 anni | Cantautore, paroliere, personaggio TV | Ramacca          | Eliminato            |
| Filippo Nardi        | 51 anni | Deejay, conduttore TV, personaggio TV | Londra           | Espulso              |
| Selvaggia Roma       | 31 anni | Influencer, personaggio TV            | Roma             | Eliminata            |
| Elisabetta Gregoraci | 40 anni | Conduttrice TV, attrice               | Soverato         | Ritirata             |
| Francesco Oppini     | 38 anni | Telecronista sportivo                 | Torino           | Ritirato             |
| Enock Barwuah        | 27 anni | Calciatore                            | Brescia          | Eliminato            |
| Patrizia De Blanck   | 79 anni | Contessa, personaggio TV              | Roma             | Eliminata            |
| Massimiliano Morra   | 35 anni | Attore                                | Napoli           | Eliminato            |
| Paolo Brosio         | 64 anni | Giornalista, scrittore                | Asti             | Eliminato            |
| Stefano Bettarini    | 48 anni | Personaggio TV, ex calciatore         | Forlì            | Espulso              |
| Guenda Goria         | 31 anni | Attrice teatrale                      | Roma             | Eliminata            |
| Matilde Brandi       | 51 anni | Ballerina, showgirl                   | Roma             | Eliminata            |
| Myriam Catania       | 40 anni | Attrice, doppiatrice                  | Roma             | Eliminata            |
| Franceska Pepe       | 28 anni | Modella                               | Sarzana          | Eliminata            |
| Denis Dosio          | 19 anni | Influencer                            | Forlì            | Espulso              |
| Fulvio Abbate        | 63 anni | Scrittore                             | Palermo          | Eliminato            |
| Fausto Leali         | 75 anni | Cantautore                            | Nuvolento        | Espulso              |
| Flavia Vento         | 43 anni | Showgirl                              | Roma             | Ritirata             |

### Grande Fratello VIP 6(2021-2022)
La sesta edizione è andata in onda dal 13 settembre 2021 al 14 marzo 2022, sempre con la conduzione di Alfonso Signorini, affiancato in studio dalle opinioniste Adriana Volpe e Sonia Bruganelli (sostituita da Laura Freddi, nella trentunesima puntata del 3 gennaio e nella trentaduesima puntata del 7 gennaio 2022) e dalle opinioniste popolari Adriana Maria e Rosella Rota (presenti nella quarta puntata del 24 settembre 2021 e nella quinta puntata del 27 settembre 2021).
I 37 concorrenti sono stati nella casa per 183 giorni, e Jessica Hailé Selassié vinse il montepremi finale di 100 000 euro.
| Concorrente                                   | Età     | Professione                                  | Luogo di nascita     | Stato                |
| --------------------------------------------- | ------- | -------------------------------------------- | -------------------- | -------------------- |
| Jessica Hailé Selassié                        | 26 anni | Fashion blogger                              | Roma                 | Vincitrice           |
| Davide Silvestri                              | 40 anni | Attore                                       | Milano               | Secondo classificato |
| Gherardo "Barù" Gaetani Dell'Aquila D'Aragona | 40 anni | Enologo, personaggio TV                      | Bolgheri             | Terzo classificato   |
| Delia Duran                                   | 33 anni | Modella, attrice                             | Mérida               | Quarta classificata  |
| Lucrezia "Lulù" Hailé Selassié                | 23 anni | Influencer                                   | Roma                 | Quinta classificata  |
| Giucas Casella                                | 71 anni | Illusionista, personaggio TV                 | Termini Imerese      | Eliminato            |
| Sophie Codegoni                               | 19 anni | Modella, influencer, personaggio TV          | Riccione             | Eliminata            |
| Manila Nazzaro                                | 43 anni | Conduttrice TV, conduttrice radiofonica      | Foggia               | Eliminata            |
| Soleil Sorge                                  | 27 anni | Modella, influencer, personaggio TV          | Los Angeles          | Eliminata            |
| Miriana Trevisan                              | 48 anni | Showgirl                                     | Napoli               | Eliminata            |
| Antonio Medugno                               | 23 anni | Insegnante, influencer                       | Napoli               | Eliminato            |
| Alessandro Basciano                           | 32 anni | Imprenditore, personaggio TV                 | Genova               | Eliminato            |
| Nathaly Caldonazzo                            | 52 anni | Attrice, showgirl                            | Roma                 | Eliminata            |
| Katia Ricciarelli                             | 75 anni | Soprano, attrice, personaggio TV             | Rovigo               | Eliminata            |
| Kabir Bedi                                    | 75 anni | Attore, personaggio TV                       | Lahore               | Eliminato            |
| Gianluca Costantino                           | 32 anni | Consulente finanziario, modello, influencer  | Napoli               | Eliminato            |
| Gianmaria Antinolfi                           | 36 anni | Manager                                      | Napoli               | Ritirato             |
| Federica Calemme                              | 25 anni | Modella, influencer                          | Casalnuovo di Napoli | Eliminata            |
| Manuel Bortuzzo                               | 22 anni | Nuotatore                                    | Trieste              | Ritirato             |
| Valeria Marini                                | 54 anni | Showgirl, attrice, personaggio TV            | Roma                 | Eliminati            |
| Giacomo Urtis                                 | 44 anni | Chirurgo, personaggio TV                     | Caracas              | Eliminati            |
| Carmen Russo                                  | 61 anni | Showgirl, attrice, ballerina, personaggio TV | Genova               | Eliminata            |
| Eva Grimaldi                                  | 60 anni | Attrice                                      | Nogarole Rocca       | Eliminata            |
| Biagio D'Anelli                               | 38 anni | Personaggio TV                               | Rodi Garganico       | Eliminato            |
| Aldo Montano                                  | 42 anni | Ex schermidore                               | Livorno              | Ritirato             |
| Francesca Cipriani                            | 37 anni | Showgirl, personaggio TV                     | Popoli               | Ritirata             |
| Alex Belli                                    | 38 anni | Attore, modello                              | Parma                | Espulso              |
| Maria Monsè                                   | 47 anni | Personaggio TV, attrice                      | Castel di Judica     | Eliminata            |
| Patrizia Pellegrino                           | 59 anni | Personaggio TV, attrice                      | Torre Annunziata     | Eliminata            |
| Clarissa Hailé Selassié                       | 19 anni | Influencer                                   | Roma                 | Eliminata            |
| Nicola Pisu Mirigliani                        | 35 anni | Impiegato                                    | Trento               | Eliminato            |
| Jo Squillo                                    | 61 anni | DJ, cantautrice, conduttrice TV              | Milano               | Eliminata            |
| Ainett Stephens                               | 39 anni | Conduttrice TV, modella, showgirl            | Ciudad Guayana       | Eliminata            |
| Raffaella Fico                                | 33 anni | Showgirl, modella, attrice, personaggio TV   | Cercola              | Eliminata            |
| Amedeo Goria                                  | 67 anni | Giornalista, conduttore TV                   | Torino               | Eliminato            |
| Samy Youssef                                  | 26 anni | Modello                                      | Sharm el-Sheikh      | Eliminato            |
| Andrea Casalino                               | 38 anni | Attore, personaggio TV                       | Brindisi             | Eliminato            |
| Tommaso Eletti                                | 21 anni | Personaggio TV                               | Roma                 | Eliminato            |

### Grande Fratello VIP 7(2022-2023)
La settima edizione è andata in onda dal 19 settembre 2022 al 3 aprile 2023, sempre con la conduzione di Alfonso Signorini, affiancato in studio dalle opinioniste Orietta Berti e Sonia Bruganelli (sostituita da Soleil Sorge e Pierpaolo Pretelli, nella venticinquesima puntata del 26 dicembre 2022 e nella ventiseiesima puntata del 2 gennaio 2023) e con la partecipazione dell'inviata social Giulia Salemi.
I 35 concorrenti sono stati nella casa per 197 giorni, e Nikita Pelizon vinse il montepremi finale di 100 000 euro.
| Concorrente                | Età     | Professione                            | Luogo di nascita        | Stato                |
| -------------------------- | ------- | -------------------------------------- | ----------------------- | -------------------- |
| Nikita Pelizon             | 28 anni | Modella, influencer                    | Trieste                 | Vincitrice           |
| Oriana Marzoli             | 30 anni | Influencer, personaggio TV             | Caracas                 | Seconda classificata |
| Alberto De Pisis           | 32 anni | Influencer, opinionista TV             | Milano                  | Terzo classificato   |
| Sofia Giaele De Donà       | 23 anni | Modella, imprenditrice                 | Conegliano              | Quarta classificata  |
| Edoardo Tavassi            | 37 anni | Videomaker                             | Roma                    | Quinto classificato  |
| Micol Incorvaia            | 29 anni | Influencer                             | Pordenone               | Sesta classificata   |
| Milena Miconi              | 50 anni | Attrice                                | Roma                    | Eliminata            |
| Luca Onestini              | 29 anni | Dentista, modello, personaggio TV      | Castel San Pietro Terme | Eliminato            |
| Andrea Maestrelli          | 24 anni | Calciatore                             | Empoli                  | Eliminato            |
| Antonella Fiordelisi       | 24 anni | Influencer, modella, ex schermitrice   | Salerno                 | Eliminata            |
| Daniele Dal Moro           | 32 anni | Modello, personaggio TV                | Verona                  | Espulso              |
| Davide Donadei             | 27 anni | Ristoratore, personaggio TV            | Parabita                | Eliminato            |
| Edoardo Donnamaria         | 29 anni | Conduttore radiofonico, personaggio TV | Roma                    | Espulso              |
| Sarah Altobello            | 34 anni | Showgirl                               | Modugno                 | Eliminata            |
| Nicole Murgia              | 29 anni | Attrice, modella                       | Roma                    | Eliminata            |
| Antonino Spinalbese        | 27 anni | Parrucchiere, fotografo                | Torre del Greco         | Eliminato            |
| Attilio Romita             | 69 anni | Giornalista, conduttore TV             | Bari                    | Eliminato            |
| George Ciupilan            | 20 anni | Influencer, personaggio TV             | Huși                    | Eliminato            |
| Wilma Goich                | 76 anni | Cantante                               | Cairo Montenotte        | Eliminata            |
| Dana Saber                 | 29 anni | Modella, attrice                       | Rabat                   | Eliminata            |
| Patrizia Rossetti          | 63 anni | Conduttrice TV                         | Montaione               | Ritirata             |
| Luca Salatino              | 30 anni | Cuoco, personaggio TV                  | Roma                    | Ritirato             |
| Charlie Gnocchi            | 59 anni | Conduttore radiofonico, pittore        | Fidenza                 | Eliminato            |
| Riccardo Fogli             | 75 anni | Cantautore                             | Pontedera               | Espulso              |
| Luciano Punzo              | 28 anni | Modello, personaggio TV                | San Giorgio a Cremano   | Eliminato            |
| Pamela Prati               | 63 anni | Showgirl, attrice                      | Ozieri                  | Eliminata            |
| Carolina Marconi           | 44 anni | Attrice, showgirl                      | Caracas                 | Eliminata            |
| Elenoire Ferruzzi          | 46 anni | Cantante, showgirl, influencer         | Cittiglio               | Eliminata            |
| Amaurys Pérez              | 46 anni | Ex pallanuotista                       | Camagüey                | Eliminato            |
| Cristina Quaranta          | 50 anni | Showgirl, conduttrice TV               | Roma                    | Eliminata            |
| Francesca "Gegia" Antonaci | 63 anni | Comica, attrice                        | Galatina                | Eliminata            |
| Sara Manfuso               | 38 anni | Opinionista TV, ex modella             | Cassino                 | Ritirata             |
| Giovanni Ciacci            | 51 anni | Stilista, personaggio TV               | Siena                   | Eliminato            |
| Ginevra Lamborghini        | 29 anni | Influencer, cantante                   | Bologna                 | Espulsa              |
| Marco Bellavia             | 57 anni | Conduttore TV, attore                  | Milano                  | Ritirato             |

## Audience
| Edizione | Rete televisiva | Anno      | Stagione          | Programmazione | Programmazione | Programmazione | Programmazione | Programmazione | Programmazione | Programmazione | Collocazione | Media auditel  | Media auditel | Premiere       | Premiere | Finale         | Finale |
| Edizione | Rete televisiva | Anno      | Stagione          | L              | M              | M              | G              | V              | S              | D              | Collocazione | Telespettatori | Share         | Telespettatori | Share    | Telespettatori | Share  |
| -------- | --------------- | --------- | ----------------- | -------------- | -------------- | -------------- | -------------- | -------------- | -------------- | -------------- | ------------ | -------------- | ------------- | -------------- | -------- | -------------- | ------ |
| 1ª       | Canale 5        | 2016      | autunno           |                |                |                |                |                |                |                | Prima serata | 4 119 000      | 21,73%        | 3 844 000      | 21,60%   | 5 050 000      | 26,36% |
| 2ª       | Canale 5        | 2017      | autunno           | 4 863 000      | 25,65%         | 4 449 000      | 24,53%         | 5 569 000      | 30,92%         |                | Prima serata |                |               |                |          |                |        |
| 3ª       | Canale 5        | 2018      | autunno           |                | 3 411 000      | 20,04%         | 3 341 000      | 20,95%         | 3 446 000      | 21,90%         | Prima serata |                |               |                |          |                |        |
| 4ª       | Canale 5        | 2020      | inverno-primavera |                |                |                | 3 414 000      | 18,83%         | 3 405 000      | 20,15%         | Prima serata | 4 554 000      | 23,17%        |                |          |                |        |
| 5ª       | Canale 5        | 2020-2021 | autunno-inverno   |                |                | 3 306 000      | 19,04%         | 2 833 000      | 18,99%         | 4 298 000      | Prima serata | 25,40%         |               |                |          |                |        |
| 6ª       | Canale 5        | 2021-2022 | autunno-inverno   | 3 090 000      | 20,20%         | 2 860 000      | 20,70%         | 3 659 000      | 26,06%         |                | Prima serata |                |               |                |          |                |        |
| 7ª       | Canale 5        | 2022-2023 | autunno-primavera |                |                | 2 649 000      | 20,58%         | 2 636 000      | 21,73%         | 2 871 000      | Prima serata | 24,00%         |               |                |          |                |        |

## Programmi correlati

### Mai dire Grande Fratello VIP
Mai dire Grande Fratello VIP è stato un programma televisivo italiano, trasmesso durante la seconda e la terza edizione ogni mercoledì in seconda serata e dal lunedì al venerdì in day-time su Italia 1 dal 27 settembre 2017 all'11 dicembre 2018, con la conduzione della Gialappa's Band.

### Ultime dalla casa
Ultime dalla casa è stato un programma televisivo italiano di genere contenitore, trasmesso durante la terza edizione su Mediaset Extra dal 28 settembre al 10 dicembre 2018, con la conduzione di Emanuela Gentilin.

### GF VIP Party
Il GF VIP Party è stata una webserie italiana disponibile su piattaforme internet, trasmesso sul portale Mediaset Infinity dal 21 settembre 2020 al 3 aprile 2023, con la conduzione di Annie Mazzola e Simone "Awed" Paciello nella prima edizione (2020-2021), nella seconda edizione (2021-2022) la conduzione era passata a Giulia Salemi e Gaia Zorzi, mentre nella terza edizione (2022-2023) la conduzione era passata a Pierpaolo Pretelli e Soleil Sorge. Nel programma si commentavano i fatti recentemente accaduti dentro la casa del Grande Fratello VIP.
Il programma
Il programma venne trasmesso dal 21 settembre 2020 al 3 aprile 2023 sul portale Mediaset Infinity, con la conduzione di Annie Mazzola e Simone "Awed" Paciello nella prima edizione (2020-2021), nella seconda edizione (2021-2022) la conduzione era passata a Giulia Salemi e Gaia Zorzi, mentre nella terza edizione (2022-2023) la conduzione era passata a Pierpaolo Pretelli e Soleil Sorge. Nel programma si commentavano i fatti recentemente accaduti dentro la casa del Grande Fratello VIP.
Il programma è di genere contenitore, alterna momenti di lettura dei tweet con l'hashtag ufficiale #gfvipparty, a momenti con le dirette dalla casa, a rubriche come il confessionale e il club del libro. Nella prima edizione il programma veniva trasmesso fino alla 45ª puntata in day-time, dal lunedì al venerdì dalle 16:20 alle 17:20; mentre dalla 46ª alla 57ª puntata era stato allungato di un'ora e trasmesso tra la fascia dell'access prime time e la fascia della prima serata ogni lunedì dalle 20:30 alle 22:30. Nella seconda edizione, il programma veniva trasmesso tra la fascia dell'access prime time e la fascia della prima serata ogni lunedì e venerdì dalle 20:45 alle 22:45. Nella seconda edizione, il programma veniva trasmesso tra la fascia dell'access prime time e la fascia della prima serata ogni lunedì dalle 20:30 alle 22:30 (ad eccezione di alcuni raddoppi nelle serate del giovedì e del venerdì). Nella terza edizione, il programma veniva trasmesso tra la fascia dell'access prime time e la fascia della prima serata ogni lunedì dalle 20:30 alle 22:30 (ad eccezione di alcuni raddoppi nelle serate del giovedì e del sabato). Era molto ricco di ospiti come i concorrenti eliminati, i concorrenti delle scorse edizioni e i parenti dei concorrenti.
Edizioni
| Edizione | Anno      | Conduzione         | Conduzione             | Periodo           | Periodo       | Puntate | Edizione del Grande Fratello VIP |
| Edizione | Anno      | Conduzione         | Conduzione             | Inizio            | Fine          | Puntate | Edizione del Grande Fratello VIP |
| -------- | --------- | ------------------ | ---------------------- | ----------------- | ------------- | ------- | -------------------------------- |
| 1ª       | 2020-2021 | Annie Mazzola      | Simone "Awed" Paciello | 21 settembre 2020 | 1º marzo 2021 | 57      | Grande Fratello VIP 5            |
| 2ª       | 2021-2022 | Giulia Salemi      | Gaia Zorzi             | 13 settembre 2021 | 14 marzo 2022 | 49      | Grande Fratello VIP 6            |
| 3ª       | 2022-2023 | Pierpaolo Pretelli | Soleil Sorge           | 19 settembre 2022 | 3 aprile 2023 | 44      | Grande Fratello VIP 7            |

Programmazione
| Edizione | Emittente         | Anno      | Stagione          | Orario      | Programmazione | Programmazione | Programmazione | Programmazione | Programmazione    | Programmazione | Programmazione | Collocazione | Collocazione |
| Edizione | Emittente         | Anno      | Stagione          | Orario      | L              | M              | M              | G              | V                 | S              | D              | Collocazione | Collocazione |
| -------- | ----------------- | --------- | ----------------- | ----------- | -------------- | -------------- | -------------- | -------------- | ----------------- | -------------- | -------------- | ------------ | ------------ |
| 1ª       | Mediaset Infinity | 2020-2021 | autunno-inverno   | 16:20-17:20 |                |                |                |                |                   |                |                | Day-time     | Day-time     |
| 1ª       | Mediaset Infinity | 2020-2021 | autunno-inverno   | 20:30-22:30 |                |                |                |                | Access prime time | Prima serata   |                |              |              |
| 2ª       | Mediaset Infinity | 2021-2022 | autunno-inverno   | 20:45-22:45 |                |                |                |                | Access prime time | Prima serata   |                |              |              |
| 3ª       | Mediaset Infinity | 2022-2023 | autunno-primavera | 20:30-22:30 |                |                |                |                | Access prime time | Prima serata   |                |              |              |

#### Rubriche
- Il club del libro: i conduttori leggono i libri dei concorrenti della Casa, o di persone vicine ai concorrenti, che sono esilaranti o possono sembrare surreali.
- Il confessionale: i conduttori con un cartonato raffigurante l'interno del confessionale, fanno finta di essere nella casa e rispondono a delle domande poste dagli utenti di Twitter o dalla regia.
- Lettura dei tweet.
- Diretta dalla casa: collegamento con il canale Mediaset Extra con la diretta della Regia 1 della casa.
- Spezza un Mikado: i conduttori "spezzano" un mikado, sponsor del programma, come se fosse la famosa lancia a favore del concorrente che è piaciuto loro di più nei giorni precedenti alla puntata.
- Lettura dei best meme di twitter
- La Sfida: i due conduttori si sfidano ad inizio puntata cercando di indovinare la risposta corretta ad una domanda riguardo ai concorrenti del GF o la puntata che andrà in onda. Chi perderà dovrà quindi subire una punizione scelta dagli autori del programma o dal popolo di Twitter che commenta la puntata con l'hashtag #gfvipparty.

### GFVIP Late Show
Il GFVIP Late Show è stato un programma televisivo italiano di genere talk show dedicato alla quinta edizione, trasmesso ogni mercoledì in seconda serata su Mediaset Extra dal 27 gennaio al 24 febbraio 2021 per quattro puntate con la conduzione di Tommaso Zorzi (concorrente dell'edizione stessa). Il programma è stato un varietà che ha accolto ospiti, interviste, giochi, scherzi e confronti. Il programma è anche ribattezzato TZ Late Show (con TZ sta ad indicare il nome del conduttore).
Il 3 febbraio 2021 il programma non è andato in onda per rispetto del lutto della concorrente Dayane Mello per la perdita del fratello Lucas.

## Controversie e accoglienza
Nel corso delle edizioni il programma è stato interessato da numerose controversie e polemiche riguardo ad atteggiamenti e dichiarazioni da parte dei concorrenti e conduttori riguardo a tematiche sociali, quali razzismo, bullismo, mobbing, aborto, religione, misoginia e omofobia.
Il programma è stato descritto da alcune testate giornalistiche come "una brutta pagina della televisione", mentre il Fatto Quotidiano ha definito il programma "osceno" per i contenuti messi in onda, descrivendolo come "la peggior soap opera mai apparsa in TV; ogni edizione del reality-soap può essere più oscena di quello precedente".  
Nel 2018 la rivista L'Espresso ha classificato il programma come "il peggiore dell'anno". Nel 2022 la medesima rivista ha riportato che "Signorini presentò il suo GF bandendo il politically correct e si scatenò un florilegio di sessismo, razzismo, omofobia, battute di dubbio gusto, parolacce, cattiverie" concludendo che se il Grande Fratello potesse avere un seppur vago intento educativo si è sgombrato prontamente il campo ai fraintendimenti. E tutto è tornato nei ranghi dell'orribile televisione". Il 17 marzo 2023, il concorrente Daniele Dal Moro viene squalificato. Il comunicato del GF spiega le motivazioni: "Daniele Dal Moro è stato squalificato dal Grande Fratello VIP". Dopo i numerosi richiami e avvertimenti delle ultime settimane, ieri notte il concorrente ha usato espressioni volgari, tenuto atteggiamenti irruenti e irrispettosi, infrangendo il regolamento".

### Esposto da Codacons
A seguito delle accuse di bullismo avvenute nel corso della settima edizione del programma, il 5 ottobre 2022 il Codacons presenta un esposto alla Procura di Roma nei confronti degli autori, conduttore e concorrenti del programma per la "possibile fattispecie di violenza privata" e anche contro la stessa rete Mediaset, richiedendo all'AgCom di indagare "per la possibile violazione delle disposizioni in maniera di programmi televisivi".

## Rapporti con ilGrande Fratello VIPnel mondo
- Fabio Testi, concorrente del Gran Hermano VIP 1 (), nel 2020 ha partecipato alla quarta edizione del format italiano.
- Oriana Marzoli, concorrente del Gran Hermano VIP 6 (), nel 2022 ha partecipato alla settima edizione del format italiano, nel 2023 ha ripartecipato al Gran Hermano VIP 8 ().
- Luca Onestini, concorrente della seconda edizione, nel 2021 partecipò e vinse al programma spagnolo Secret Story 1, reality vagamente ispirato al Grande Fratello (), nel 2023 ha ripartecipato al Grande Fratello VIP 7, nel 2024 ha partecipato al Gran Hermano Dúo 2 (), nel 2025 ha partecipato La Casa De Los Famosos: All-Stars 5, reality vagamente ispirato al Grande Fratello (-).